# ヘーハール・シェローモー
座標: 北緯31度46分32.84秒 東経35度13分0.88秒 / 北緯31.7757889度 東経35.2169111度

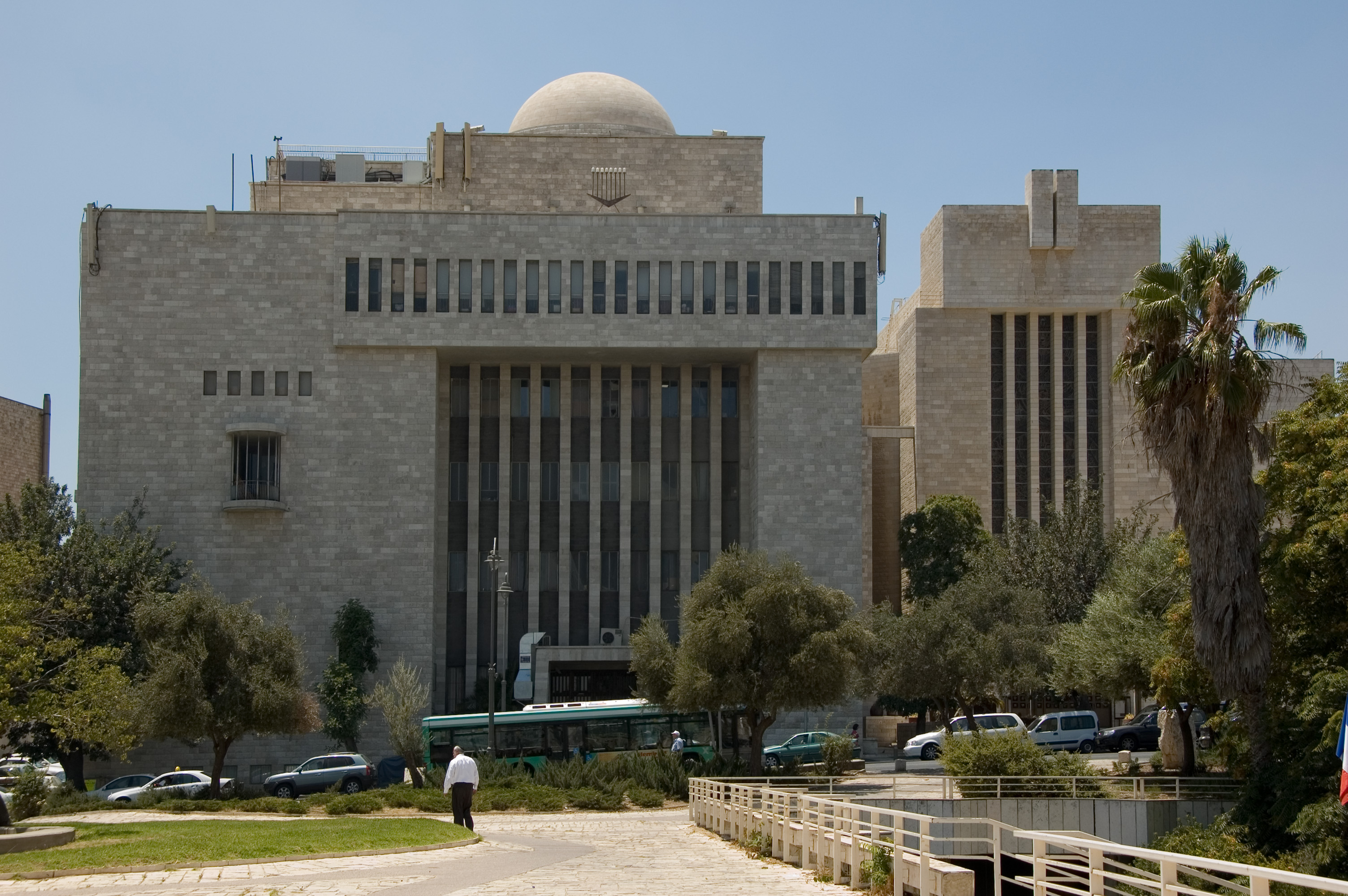

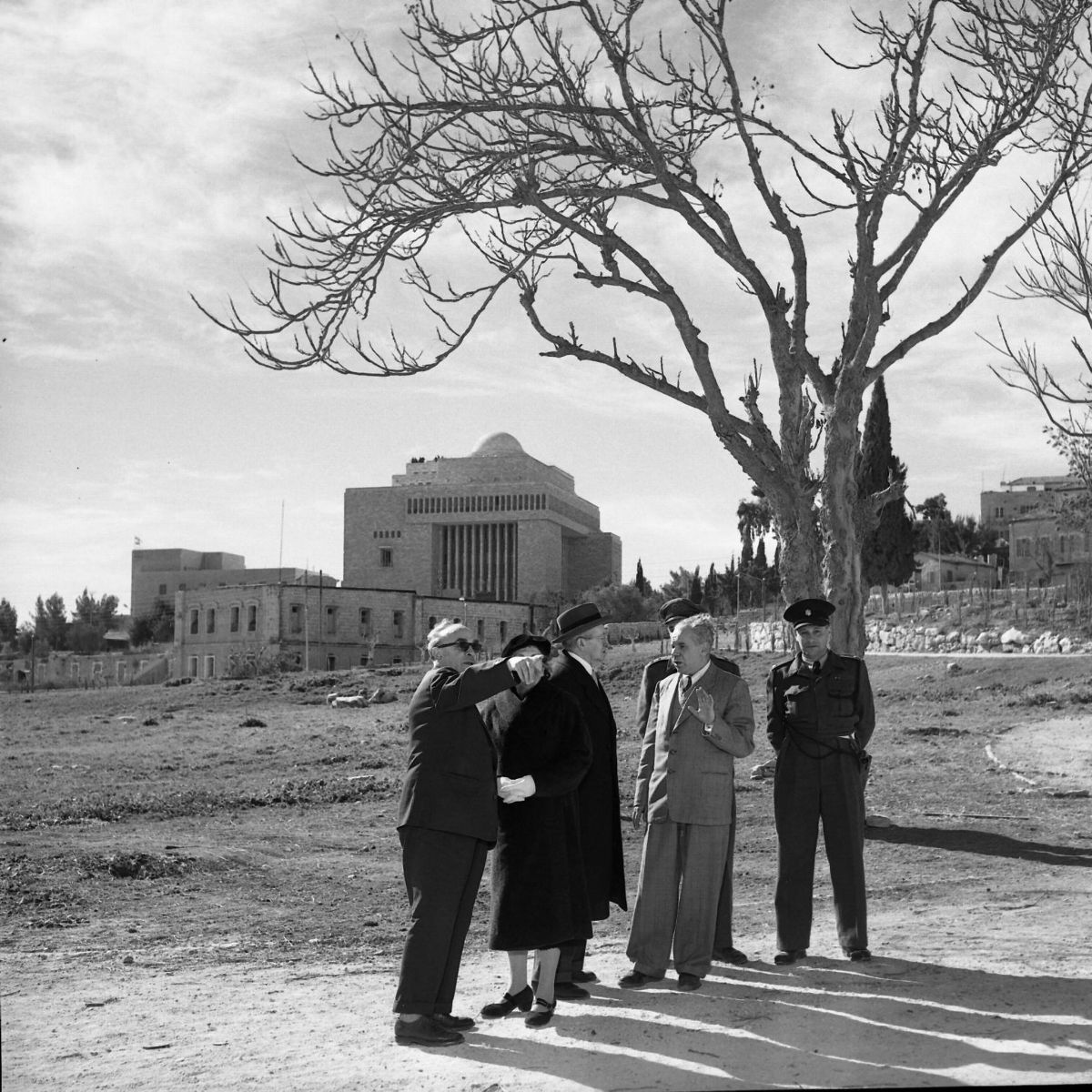

ヘーハール・シェローモー（הֵיכָל שְׁלֹמֹה hēykhāl šəlōmōh, heykhol šloyme）はイスラエルのラビ機関として最高のもの。「ソロモンの宮殿」の意味。
ユダヤ教がイスラエル国家の基礎となるべきものであるが、イスラエルは正統派の国であり、典礼を反映してセファルディム系機関、アシュケナジム系機関があり、セファルディム系機関の首席ラビをリショーン・レ＝ツィーヨーンという。
超正統派から改革派までを含めた会議は存在しても、イスラエルでは保守派・改革派などの活動は認められず、国家的なラビ機関はない。
2009年にはローマ法王ベネディクト16世が訪れた 。